# Малезия
Малезия (на английски: Malesia) е биогеографски регион, разположен край Екватора и границите на индомалайското и австралийското царство, а също и фитогеографски флористичен регион в палеотропното царство. Дадени са му различни дефиниции. Световната географска схема за записване на разпространението на растенията в своята версия от 2001 г. отделя Папуазия.

## Флористичен регион
За първи път Малезия е идентифицирана като флористичен регион, който включва Малайския полуостров, Малайския архипелаг, Нова Гвинея и архипелага Бисмарк, въз основа на споделена тропическа флора, получена най-вече от Азия, но също и с множество елементи от антарктическата флора, включително много видове в южните иглолистни семейства Podocarpaceae и Араукариеви (Araucariaceae). Флористичният район припокрива четири различни фаунистични района на бозайници.
Първото издание на Световната географска схема за записване на разпространението на растенията (WGSRPD) използва това определение, но във второто издание на 2001 г. Нова Гвинея и архипелаг Бисмарк са премахнати от Малезия и са обединени със Соломоновите острови, поставени преди това в WGSRPD Югозападен Тихоокеански регион, формирайки новия регион Папуазия.